# Erdwolf
Der Erdwolf (Proteles cristata, Syn.: Proteles cristatus) ist eine Raubtierart aus der Familie der Hyänen (Hyaenidae). Er ist mit 8 bis 14 Kilogramm Gewicht der kleinste Vertreter der Hyänen. Im Körperbau und mit den kleinen Backenzähnen unterscheidet er sich stark von den anderen Hyänenarten, den Eigentlichen Hyänen (Hyaeninae), und er wird darum in eine eigene Unterfamilie, Protelinae, gestellt. 
Erdwölfe bewohnen eher trockene Regionen im östlichen und südlichen Afrika. Sie leben scheu und zurückgezogen und sind nachtaktiv, tagsüber ziehen sie sich in ihren Bau zurück. Ihre Nahrung besteht vorwiegend aus Termiten der Gattung Trinervitermes. Sie bewohnen Reviere in Paaren, die Paare interagieren aber außerhalb der Paarungszeit kaum miteinander. Die zwei bis vier Jungtiere werden häufig nicht von dem Männchen gezeugt, das mit dem Weibchen zusammenlebt. Der Erdwolf zählt nicht zu den bedrohten Arten.

## Merkmale

### Allgemeiner Körperbau und Fell
Erdwölfe sind die bei weitem kleinste Hyänenart. Sie erreichen eine Kopfrumpflänge von 55 bis 80 Zentimetern, der buschige Schwanz misst zusätzlich 20 bis 30 Zentimeter. Ihre Schulterhöhe beträgt 45 bis 50 Zentimeter. Das Gewicht ist jahreszeitlichen Schwankungen unterworfen und variiert im südlichen Afrika zwischen 8 und 12 Kilogramm, im Osten des Kontinents kann es bis zu 14 Kilogramm betragen. Es gibt keinen Sexualdimorphismus, die Geschlechter sind gleich groß.
Ihr Körperbau ist wie bei allen Hyänen durch den fallenden Rücken charakterisiert: Die Vorderbeine sind länger als die Hinterbeine, generell sind die Beine lang und schlank. Die Vorderpfoten sind mit fünf und die Hinterpfoten mit vier Zehen versehen – bei den anderen Hyänenarten fehlt die erste Zehe der Vorderpfote. Erdwölfe sind wie alle Hyänen digitigrad (Zehengänger), die Zehen tragen kräftige, nicht einziehbare Krallen.
Die Grundfärbung des Fells ist gelbgrau, sie kann aber von weißlich-gelb bis rötlich-braun variieren. Am Rücken und an den Flanken befinden sich mehrere dunkle, senkrechte Streifen, quer über die Vorder- und Hinterbeine verlaufen diagonale Streifen. An den unteren Teilen der Beine sind unregelmäßige Querstreifen, die Pfoten selbst sind dunkel. Manchmal befinden sich auch am Nacken Streifen oder Flecken; die Kehle ist hellgrau oder weißlich gefärbt. Mit ihren Streifen ähneln Erdwölfe der Streifenhyäne, allerdings sind sie um die Hälfte kleiner, und ihre Streifen sind deutlich regelmäßiger. Entlang des Rückens verläuft eine lange Mähne vom Kopf bis zum Schwanz. Diese Haare können an den Schultern bis zu 20 Zentimeter lang sein. Bei Gefahr oder Bedrohung können Erdwölfe die Mähne aufrichten, wodurch sie deutlich größer erscheinen.
Erdwölfe besitzen einen gut entwickelten Analbeutel, dessen Sekret zur Reviermarkierung eingesetzt wird. Den Männchen fehlt wie bei allen Hyänen ein Penisknochen, die Weibchen haben zwei Paar in der Leistenregion gelegene Milchdrüsen. Im Gegensatz zu anderen Hyänen zeigen sie keine Besonderheiten im Bau des Harn- und Geschlechtsapparates.

### Kopf und Zähne
Der schlanke Kopf sitzt auf einem langgestreckten Nacken. Die Ohren sind groß und zugespitzt, die Augen sind ebenfalls vergrößert und weisen ein Tapetum lucidum zur besseren Nachtsicht auf. Insbesondere der Gehörsinn und der Geruchssinn sind gut entwickelt. Wie bei vielen anderen Bewohnern trockener Regionen ist die Paukenblase (Bulla tympanica) auffallend vergrößert. Die Kiefer sind kräftig entwickelt – vermutlich als Anpassung an Kämpfe mit Artgenossen.
In der Bezahnung zeigen sich die deutlichsten Unterschiede zu den anderen Hyänenarten. Die Backenzähne sind viel kleiner, sie sind zu winzigen, weit voneinander entfernt stehenden Stiften rückgebildet, auch ist ihre Anzahl unregelmäßig. Die Eckzähne, die der Verteidigung und dem Kampf mit Artgenossen dienen, sind dagegen gut ausgebildet, bei alten Tieren aber häufig abgenutzt. Die Schneidezähne sind wie bei allen Hyänen unauffällig. Die Zahnformel lautet I 3/3 – C 1/1 – P 3/1-2 M 1/1-2, insgesamt haben sie also 28 bis 32 Zähne. In ihrem Maul zeigen sich weitere Anpassungen an die Termitennahrung: Der breite Gaumen beherbergt eine breite, spatelförmige Zunge, die mit großen, kegelförmigen Papillen bedeckt ist. Die Speicheldrüsen produzieren große Mengen an klebrigem Speichel.

## Verbreitung und Lebensraum

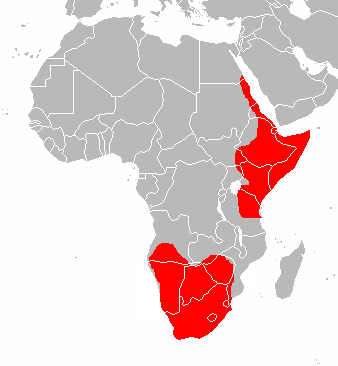
Verbreitungsgebiet des Erdwolfs

Erdwölfe sind in zwei geographisch voneinander getrennten Gebieten Afrikas beheimatet; die beiden Verbreitungsgebiete werden durch eine rund 1500 Kilometer breite Lücke voneinander getrennt. Der nördliche Teil ihres Verbreitungsgebietes liegt im östlichen Afrika. Er verläuft vom äußersten Südosten Ägyptens entlang der Küste des Roten Meeres im Sudan und in Eritrea über Äthiopien, Somalia bis Kenia und in das mittlere Tansania. Der zweite Teil liegt im Süden des Kontinents. Er erstreckt sich vom südwestlichen Angola und dem südlichen Sambia bis nach Südafrika.
Erdwölfe bevorzugen offene, eher trockene Habitate, ihre Lebensräume weisen einen Jahresniederschlag von 100 bis 800 Millimetern auf. Sie sind vorrangig in Grasländern und buschbestandenen Savannen beheimatet, in Wäldern und reinen Wüsten fehlen sie. In Äthiopien kommen sie bis in 2000 Meter Höhe vor. Nirgendwo in ihrem Verbreitungsgebiet sind sie sonderlich häufig, in günstigen Lebensräumen beträgt die durchschnittliche Populationsdichte ein ausgewachsenes Tier pro Quadratkilometer.

## Lebensweise

### Aktivitätszeit und Sozialverhalten
Erdwölfe sind überwiegend nachtaktiv; je nach Verfügbarkeit der Nahrung begeben sie sich manchmal auch schon am späten Nachmittag auf Nahrungssuche. Ihre Aktivität setzt im Sommer in Südafrika eine halbe bis eine Stunde nach Sonnenuntergang ein und endet eine bis zwei Stunden vor Sonnenaufgang, das heißt, sie sind insgesamt acht bis neun Stunden aktiv. Im Winter kehren sie häufig schon nach drei bis vier Stunden wieder in den Bau zurück. Im Sommer legen sie pro Nacht rund acht bis zwölf Kilometer zurück, im Winter mit drei bis acht Kilometern deutlich weniger.
Tagsüber oder auch während nächtlicher Ruhepausen ziehen sie sich in Baue zurück. Diese Baue sind häufig erweiterte Springhasenbaue, manchmal auch von Erdferkeln oder Stachelschweinen übernommene oder selbst gegrabene. Die Baue haben einen einzigen Eingang, bestehen aus einem engen, bis zu fünf Meter langen Tunnel und enden in einer Kammer. Ein Bau wird rund sechs bis acht Wochen lang verwendet, danach wird ein neuer aufgesucht. Sechs bis achtzehn Monate später kann ein alter Bau erneut bezogen werden.
Erdwölfe leben in Paaren zusammen; ein Paar bewohnt mit dem Nachwuchs des letzten Jahres ein gemeinsames Revier. Diese Paarbindungen sind mit zwei bis fünf Jahren Dauer relativ stabil. Außerhalb der Paarungszeit ist das Sozialverhalten der Erdwölfe schwach ausgebildet: Sie bewohnen getrennte Baue und gehen allein auf Nahrungssuche. Wenn sie sich treffen, ignorieren sie sich; im Gegensatz zu anderen Hyänen kennen sie keine Begrüßungsriten.
Die Reviere sind rund 1,5 bis 4 km² groß, die Größe variiert nach der Termitenanzahl: Ein Revier enthält rund 3000 Termitenhügel. Erdwölfe markieren ihre Territorien, indem sie ihre Analregion an Grasbüscheln oder anderen Gegenständen reiben. Dabei sondert der Analbeutel ein orange-gelbes Sekret ab, das sich an der Luft schwarz verfärbt. Sowohl das Männchen als auch das Weibchen bringen ihre Markierungen an, die Männchen allerdings häufiger – bis zu zweimal auf 100 Metern. Diese Markierungen finden sich meist entlang der Reviergrenzen, seltener an den Eingängen der Baue. Wird ein fremder Artgenosse im eigenen Revier entdeckt, richtet der Erdwolf seine Mähne auf und versucht, den Eindringling zu verjagen. Weibchen werden dabei vom ansässigen Weibchen und Männchen vom ansässigen Männchen zu vertreiben versucht, die Jagden enden stets an der Reviergrenze. Manchmal kommt es allerdings zu einem Kampf, dabei gehen beide Kontrahenten in die Knie und versuchen, den anderen in den Nacken zu beißen.
Die Kommunikation erfolgt in erster Linie olfaktorisch, das heißt mittels Gerüchen. Anhand der Duftspuren können Erdwölfe das Geschlecht, den Reproduktionsstatus und bei nahe beieinander oder im selben Revier lebenden Tieren auch die individuelle Identität erkennen. Erdwölfe sind akustisch unauffällige Tiere, sie geben selten Laute von sich. Bei aggressiven Begegnungen kommt es zu lautlichen Äußerungen. Je nach Intensität ist das ein klickendes Geräusch, das durch Öffnen und Schließen des Mundes erzeugt wird, oder ein tiefkehliges Knurren. Während eines Kampfes oder wenn sie überrascht werden, stoßen sie ein überraschend lautes und explosives Brüllen aus. Daneben sind auch ein jammernder Laut, der vermutlich der Besänftigung dient, und ein Quieken bekannt, das nur die Jungtiere auf der Suche nach ihrer Mutter von sich geben.
Wie alle Hyänen defäkieren Erdwölfe in eigens dafür angelegte Gruben. Diese Gruben werden oft in sandigem Boden angelegt und haben ein bis zwei Meter Durchmesser. In einem Revier können sich bis zu 20 solcher Gruben befinden; die in der Nähe der Reviergrenzen gelegenen werden deutlich häufiger benutzt. Auch zum Urinieren suchen die Erdwölfe meist diese Gruben auf, lediglich in Zeiten mit großem Nahrungsangebot unterbrechen sie die Nahrungsaufnahme nur kurz, hocken sich nieder und urinieren an Ort und Stelle.

### Nahrung
Im Gegensatz zu den anderen Hyänen ernähren sich Erdwölfe fast ausschließlich von Termiten. Anders als andere insektenfressende Säugetiere, wie Schuppentiere oder Erdferkel, mit denen sie den Siedlungsraum teilen, haben sie keine kräftigen Krallen zum Aufbrechen von Termitenhügeln; vielmehr ist die breite, klebrige Zunge ideal an das Auflecken der Beutetiere vom Boden angepasst. Erdwölfe sind dabei auf Termiten der Gattung Trinervitermes spezialisiert, dabei sind Trinervitermes bettonianus in Ostafrika, T. rhodesiensis in Simbabwe und Botswana sowie T. trinervoides in Südafrika die bevorzugten Arten. Diese Termiten werden von den meisten anderen insektenfressenden Säugetieren verschmäht, da die Soldaten giftige Terpenoide absondern, denen gegenüber Erdwölfe als eine der wenigen Arten tolerant sind. Die Trinervitermes-Termiten sind nachtaktiv und suchen in Gruppen von 2000 bis 4000 Tieren an der Erdoberfläche nach Nahrung, dadurch sind sie leichter zu erbeuten als andere Gattungen, die sich in unterirdischen Gängen fortbewegen.
Pro Nacht frisst ein Erdwolf bis zu 300.000 Termiten, was ein bis zwei Kilogramm ausmacht. Bei den nächtlichen Streifzügen bewegt er sich in einem Zickzackkurs fort und legt dabei rund einen Kilometer pro Stunde zurück. Dabei hält er den Kopf gesenkt und die Ohren nach vorne gebeugt – vermutlich werden die Termiten mittels Geruch oder Gehör geortet. Jungtiere werden häufig beobachtet, wie sie sich nach dem Fressen erbrechen. Das ist ein Anzeichen dafür, dass die Toleranz gegenüber dem Gift mit dem Alter zunimmt.
Wenn Termiten der Gattung Trinervitermes nicht oder nicht ausreichend verfügbar sind, etwa im Winter in Südafrika oder in der Regenzeit in Ostafrika, fressen Erdwölfe auch andere Termitengattungen wie Hodotermes, Microhodotermes, Odontotermes oder Macrotermes. Diese Gattungen schwärmen jedoch in weit kleineren Gruppen aus, oft nur 10 bis 20 Tiere. Äußerst selten verzehren Erdwölfe auch andere Insekten oder Spinnen. Von Studien aus Südafrika ist bekannt, dass sie im Winter nur ein Fünftel der sonstigen Nahrungsmengen zu sich nehmen, dabei kann ihr Gewicht um bis zu 20 % zurückgehen. Im Winter ist auch die Sterblichkeit der Jungtiere am höchsten. Ein Grund für die Abhängigkeit von der Gattung Trinervitermes ist, dass diese Termiten die einzigen Insekten im Lebensraum sind, die das ganze Jahr über regelmäßig in großer Dichte auf der Erdoberfläche ausschwärmen. Die meisten anderen Termitenarten halten sich entweder in unterirdischen Gängen auf, oder ihre Schwärme sind deutlich unregelmäßiger.
Erdwölfe brauchen in der Regel nicht zu trinken, sondern nehmen die benötigte Flüssigkeit mit ihren Beutetieren auf. Ausnahmen sind sehr kalte Winter, in denen es wenige Termiten gibt. Dann legen die Tiere mitunter beträchtliche Distanzen zurück, um zu Wasserquellen zu gelangen.

### Fortpflanzung

#### Paarung

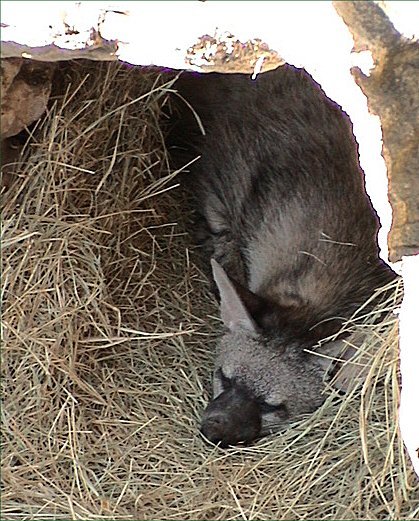
Ruhender Erdwolf

Im südlichen Afrika liegt die Paarungszeit in den letzten Juniwochen oder in den ersten beiden Juliwochen, in den wärmeren Regionen weiter nördlich ist die Fortpflanzung vermutlich weniger saisonal.
Trotz der monogamen Lebensweise werden die Jungtiere häufig nicht von dem Männchen gezeugt, mit dem das Weibchen sich das Revier teilt. Die Weibchen verbleiben das ganze Jahr über in ihrem eigenen Territorium, die Männchen beginnen hingegen rund einen Monat vor der Paarungszeit in fremde Reviere einzudringen. Zunächst ist dies ein reines Beobachten, wohl um die Männchen und Weibchen in den Nachbarrevieren einzuschätzen. Danach beginnt das fremde Männchen mit aggressiverem Eindringen und intensivem Markieren des fremden Territoriums mit seinen eigenen Duftspuren. Das ansässige Männchen markiert ebenfalls sein Revier so lange, bis der schwächere der Kontrahenten dieses „Wettmarkieren“ verliert. Erweist sich das ansässige Männchen als das schwächere, hat der Eindringling gute Chancen, sich mit dem ansässigen Weibchen fortzupflanzen.
Die Weibchen streifen in dieser Zeit häufig an den Reviergrenzen entlang, offensichtlich um fremde Männchen anzulocken. Die fremden Männchen zeigen ein auffälliges Balzverhalten: Sie laufen zum Weibchen, drehen dann ab und stolzieren mit erhobenem Schwanz vorbei. Damit verbunden ist das Verjagen oder Bekämpfen des ansässigen Männchens. In rund 40 % der Fälle pflanzt sich ein fremdes und nicht das ansässige Männchen mit dem Weibchen fort.
Der Östrus dauert ein bis drei Tage. Wenn ein Weibchen in dieser Zeit nicht befruchtet wurde, kann innerhalb zweier Wochen erneut eine fruchtbare Periode eintreten. Die Begattungen dauern rund eine bis vier Stunden, dabei kommt es zu mehrfachen Ejakulationen. Es kann auch vorkommen, dass ein eindringendes Männchen die Kopulation unterbricht, das begattende Männchen verjagt und sich unmittelbar danach selbst mit dem Weibchen paart.
Dieses „offenkundige Fremdgehen“ dürfte ein etablierter Aspekt der Fortpflanzung der Erdwölfe sein. Während sich die Jungtiere im Bau des Weibchens aufhalten, werden sie vom ansässigen Männchen bewacht. Das ist aufwändig und kostet viel Energie, da den Männchen nur 2 bis 3 Stunden vor Sonnenaufgang für die Nahrungssuche bleiben, während die Weibchen zumindest 6 Stunden zur Verfügung haben. Das bedeutet, dass die Männchen auch bei der Aufzucht von Jungtieren helfen, die nicht von ihnen gezeugt wurden. Dies ist, soweit bekannt, einzigartig unter Säugetieren. Die evolutiven Gründe hinter dieser Strategie könnten sein, dass die stärkeren und aggressiveren Männchen häufiger ihre Gene weitergeben, die intensive Bewachung der Jungtiere aber von vielen Männchen übernommen wird.

#### Geburt und Jungenaufzucht
Die Tragzeit beträgt rund 90 Tage, in Südafrika fallen die Geburten in den frühen Oktober (Frühjahr). Die Wurfgröße beträgt zwei bis vier Neugeborene, in menschlicher Obhut können es bis zu fünf sein.
Die Jungtiere werden im Bau des Weibchens geboren. Nach rund einem Monat kommen sie erstmals heraus, mit sechs bis neun Wochen spielen sie außerhalb, aber nicht mehr als 30 Meter vom Eingang entfernt. Mit neun bis zwölf Wochen begleiten sie erstmals ausgewachsene Tiere auf den Beutestreifzügen, bleiben aber immer noch höchstens 100 Meter vom Bau entfernt. Mit zwölf bis sechzehn Wochen durchstreifen sie das ganze Revier der Ausgewachsenen, werden aber immer noch vom Männchen oder Weibchen begleitet. Am Ende dieses Zeitraums – mit rund vier Monaten – werden sie endgültig entwöhnt. Die Jungtiere wachsen im Gegensatz zu den anderen Hyänenarten schnell und erreichen bereits mit vier Monaten ihr volles Gewicht. Dies ist vermutlich eine Anpassung, um die hohe Welpensterblichkeit im ersten Winter, der Zeit mit dem geringsten Nahrungsangebot, zu minimieren.
Bis zum Alter von rund sieben Monaten werden die jungen Tiere bei der Nahrungssuche manchmal noch von einem erwachsenen begleitet, anschließend unternehmen sie ihre Streifzüge allein. Mit rund einem Jahr führen ihre Streifzüge immer weiter weg vom elterlichen Revier. Spätestens wenn die nächstjährigen Jungtiere erstmals den Bau verlassen, entfernen sie sich vollständig und versuchen, ein eigenes Revier zu etablieren. Die Geschlechtsreife tritt mit rund 1,5 Jahren ein.
Bei einer zwischen 1981 und 1984 in Südafrika durchgeführten Studie überlebten 68 % der Jungtiere das erste Lebensjahr. Das Höchstalter eines Tieres in menschlicher Obhut betrug 15 Jahre, die Lebenserwartung in freier Wildbahn ist nicht bekannt, ist aber zweifellos geringer.

### Natürliche Feinde und Nahrungskonkurrenten

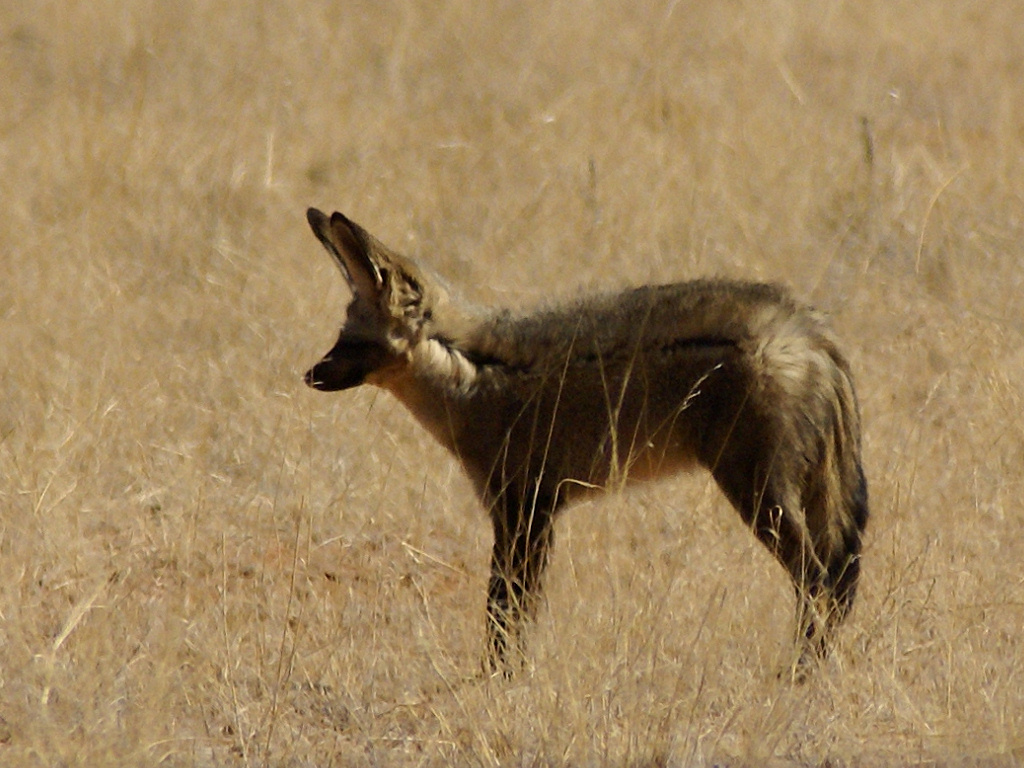
Der Löffelhund ernährt sich ebenfalls von Termiten und hat annähernd das gleiche Verbreitungsgebiet wie der Erdwolf

Der wichtigste Fressfeind der Erdwölfe ist der Schabrackenschakal (Canis mesomelas). Er reißt häufig Jungtiere und ist der Hauptgrund für die Wacht der Männchen vor dem Bau der Weibchen. Manchmal fallen ihm auch unvorsichtige ausgewachsene Tiere zum Opfer. Nach Ansicht von Philip D. Gingerich sind die Streifen eine Form von Mimikry, um eine Ähnlichkeit mit der Streifenhyäne vorzutäuschen und so Fressfeinde wie den Leopard abzuschrecken. Von anderen Forschern wird diese Sichtweise unter anderem wegen des Größenunterschieds verworfen. Es wird teilweise berichtet, dass der Erdwolf zur Verteidigung auch sein nach Moschus riechendes Sekret aus den Analbeutel einsetzt, allerdings gibt es nur sehr wenige Beobachtungen darüber. Die Parasiten des Erdwolfs sind kaum erforscht, einzig die Kieferlaus Protelicola intermedia ist bekannt.
Aufgrund der Spezialisierung auf die Termitengattung Trinervitermes, die für andere insektenfressende Säugetiere zumeist ungenießbar ist, haben Erdwölfe nur wenige direkte Nahrungskonkurrenten. Es gibt zwar sympatrische Termitenfresser wie den Löffelhund – der sogar ein ähnliches zweigeteiltes Verbreitungsgebiet hat –, diese weichen aber auf andere Termitengattungen aus. Eine besondere Beziehung liegt zum Erdferkel vor, das ebenfalls einen größeren Anteil seiner Nahrung über Trinervitermes-Termiten bezieht. Im Gegensatz zum Erdwolf besitzt das Erdferkel eine körperlich hervorragende Anpassung an das Aufbrechen der harten Termitenbaue. Vor allem im Winter, wenn sich die Termiten in ihre Nester zurückziehen, bildet die Termitengattung infolge der höheren Individuenkonzentration in den Nestern eine wesentliche Grundlage der Ernährung des Erdferkels. Gemäß Beobachtungen im südlichen Afrika folgt der Erdwolf dem Erdferkel in dieser Jahreszeit in teils weniger als 50 m Abstand und profitiert, nachdem letzteres seine Fressstelle verlassen hat, so von den zuvor geöffneten Termitenbauten.

## Erdwölfe und Menschen
Obwohl Erdwölfe keine Wirbeltiere fressen, wurden sie früher manchmal von Bauern verfolgt, die ihnen unterstellten, ihre Schafe und Hühner zu reißen. Diese Praxis ist aber zurückgegangen. Manche Tiere fallen auch Haushunden, die eigentlich zur Fuchs- oder Schakaljagd abgerichtet sind, zum Opfer oder verenden bei Verkehrsunfällen. Manche afrikanische Stämme jagen Erdwölfe, um ihr Fleisch zu essen und ihre Körperteile für medizinische Zwecke zu verwenden. All diese Praktiken gefährden die Gesamtpopulation des Erdwolfs allerdings nicht in großem Ausmaß. Die größte Gefahr geht von Insektiziden aus: Giftstoffe, die zur Bekämpfung von Heuschrecken oder Termiten eingesetzt werden, können die Populationen erheblich dezimieren oder können lokal sogar zur Ausrottung führen.
Mancherorts stellt auch die Zerstörung ihres Lebensraums eine Bedrohung dar. Auf der anderen Seite führt eine großflächige Weidewirtschaft zur Vermehrung der Trivervitermes-Termiten, sodass die Umwandlung von Wäldern und Savannen in Viehweiden sich eher positiv auf die Bestandszahlen der Erdwölfe auswirkt.
Die IUCN schätzt die Gesamtpopulation als stabil ein und listet die Art als „nicht gefährdet“ (least concern). Schätzungen über die Gesamtpopulation belaufen sich auf zumindest mehrere tausend Individuen; aufgrund ihrer scheuen, nachtaktiven Lebensweise könnte die Art häufiger sein als bisher angenommen.

## Systematik

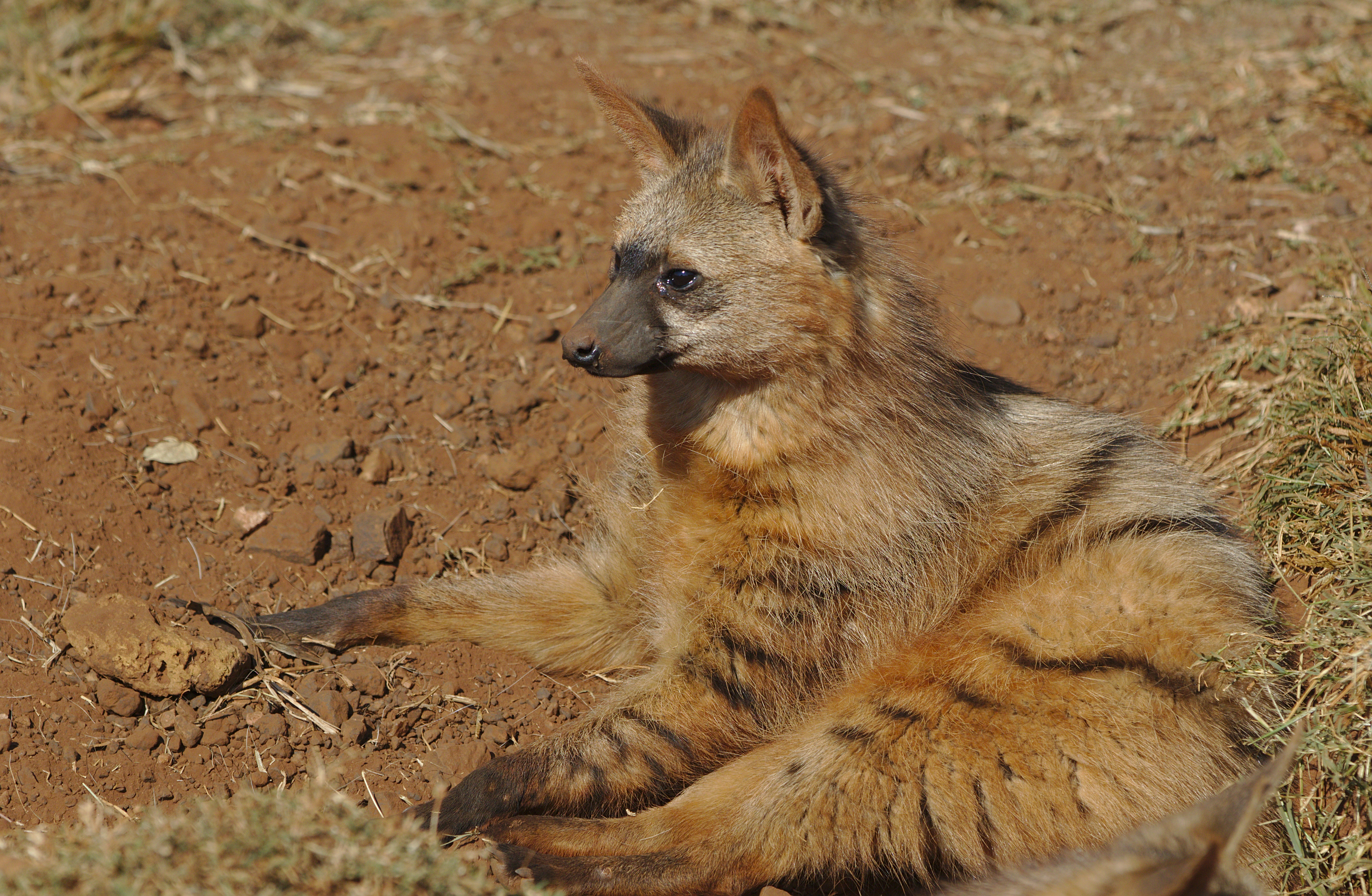
Südafrikanischer Erdwolf (P. c. cristata)

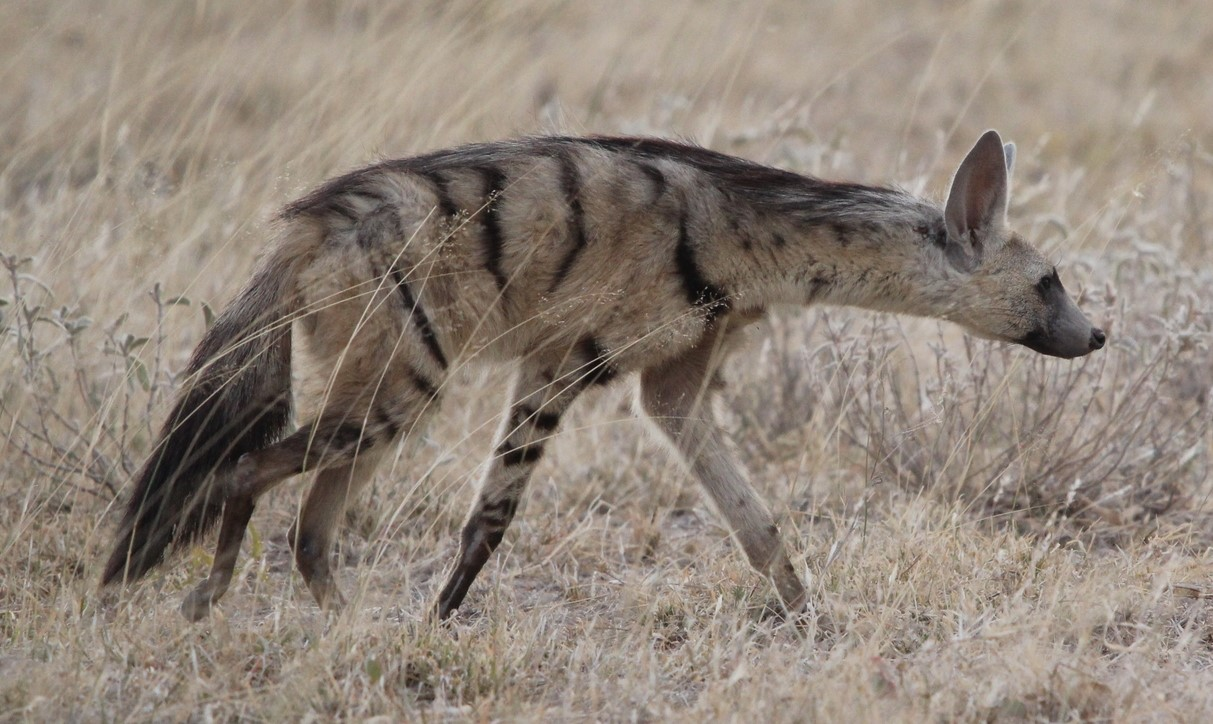
Ostafrikanischer Erdwolf (P. c. septentrionalis)

Der Erdwolf ist der einzige lebende Vertreter der Gattung Proteles. Er wird innerhalb der Hyänen in einer eigenen Unterfamilie, Protelinae, eingeordnet, die den Eigentlichen Hyänen (Hyaeninae) gegenübersteht und ihr Schwestertaxon bildet. Manche Systematiker halten die Unterschiede in Körperbau und Lebensweise für so groß, dass sie den Erdwolf in eine eigene Familie, Protelidae, stellen. Diese Aufteilung wird in jüngeren taxonomischen Veröffentlichungen aber nicht übernommen.
Anhand des zweigeteilten Verbreitungsgebietes werden zwei Unterarten unterschieden: Der Südafrikanische Erdwolf (Proteles cristata cristata) umfasst die Tiere des südlichen Afrika und der Ostafrikanische Erdwolf (P. c. septentrionalis) die des östlichen Afrika. 2021 wurde vorgeschlagen beide zu eigenständigen Arten zu erheben, da der genetische Unterschied zwischen den Unterarten größer ist als der zwischen Wolf (Canis lupus) und Goldschakal (Canis aureus). Auch äußerlich und anatomisch lassen sich beide Erdwolfformen unterscheiden. P. c. septentrionalis hat ein helleres Fell als P. c. cristata, das Streifenmuster ist weniger deutlich ausgeprägt und die Streifen zerfallen auf dem Hals in ein unregelmäßiges Fleckenmuster. Die Postorbitalbreite ist bei P. c. septentrionalis deutlich größer als bei P. c. cristata.
Autoren älterer Werke hielten den Erdwolf für einen frühen Seitenzweig der Hyänen. Nach den morphologischen Studien von Werdelin und Solounias haben sich die Protelinae und die Hyaeninae vor 18 bis 20 Millionen Jahren getrennt, demzufolge hätten sich die Erdwölfe aus urtümlichen Hyänenarten wie Plioviverrops entwickelt. Die molekularen Untersuchungen von Koepfli et al. aus dem Jahr 2005 kamen hingegen zu dem Ergebnis, dass die beiden Linien vor rund 10,6 Millionen Jahren auseinandergingen; daher ist es denkbar, dass sich Erdwölfe aus einem Hyänenzweig entwickelten, der bereits das für die Eigentlichen Hyänen typische kräftige Gebiss aufwies. Die Erdwölfe könnten so eine ökologische Nische besetzt haben, die bislang kaum von Raubtieren ausgefüllt war.
Mit Proteles transvaalensis ist ein fossiler Verwandter des Erdwolfs bekannt, dessen rund 1,5 Millionen Jahre alten Überreste in Swartkrans in Südafrika gefunden wurden. Er war größer als das heutige Tier, und seine Backenzähne waren noch größer. Daneben gibt es weitere, rund eine Million Jahre alte Funde aus Südafrika, die von den heutigen Erdwölfen nicht mehr zu unterscheiden sind.